# 상주 남장사 일주문
상주 남장사 일주문(尙州 南長寺 一柱門)은 대한민국 경상북도 상주시 남장동, 남장사에 있는 조선시대의 건축물이다. 2013년 4월 8일 경상북도의 유형문화재 제468호로 지정되었다.

## 개요
건립 시기는 1889년(고종 26)에 다시 건립된 보광전(普光殿)보다는 늦은 것으로 추정된다.
이 건물은 잡석(雜石)으로 낮게 쌓은 축대위에 자연석 주초(柱礎)를 양 쪽에 놓고 세웠다. 건물의 특색은 양쪽 기둥 앞뒤로 모난 기둥을 붙여 세우고 다시 또 하나씩의 활주(活柱)를 고여서 중압을 받쳐 주고 있는데 그 주두(柱頭)가 용(龍)의 모양을 하고 있으며 대단히 사실적이다. 정면 추녀 밑에는 ＇광서8년(光緖八年)＇(1882)에 ＇노악산남장사(露嶽山南長寺)＇란 편액이 해강(海岡) 김규진의 글씨로 쓰여져있다.
이 건물의 양식은 一자형에 정면 1칸(4m), 측면 1칸(2.6m)형태의 3평으로서 전체적으로 건축 외형에서 균형감과 볼륨감이 있으며 특히 구조적인 면을 고려한 까치발의 조각수법이 특이하다.

## 참고 자료
- 상주 남장사 일주문 - 국가유산청 국가유산포털

1. ↑  한국민족문화대백과사전